# Copa Báltica 2018
La Copa Báltica 2018 (en estonio, Balti turniir 2018; en letón, Baltijas Kauss 2018; en lituano, 2018 m. Baltijos taurė) fue la XXVII edición de la competición amistosa disputada por las selecciones representantes de los tres países bálticos: Estonia, Letonia y Lituania. El torneo inició el 30 de mayo y finalizó el 5 de junio.
Al igual que en la edición anterior, los equipos se enfrentaron en una liguilla a una sola rueda disputando cada uno de ellos un encuentro como local y otro como visitante.
El campeón del torneo fue Letonia, que logró ganar el título luego de derrotar a Estonia y empatar con Lituania.

## Formato
Las tres selecciones se enfrentaron entre sí en un sistema de liguilla a una sola rueda, de manera tal que cada una de ellas disputó dos encuentros, uno como local y otro como visitante. La selección con mayor cantidad de puntos obtenidos al finalizar el torneo se consagró campeona.

## Posiciones
| Selección | Pts | PJ | PG | PE | PP | GF | GC | Dif |
| --------- | --- | -- | -- | -- | -- | -- | -- | --- |
| Letonia   | 4   | 2  | 1  | 1  | 0  | 2  | 1  | 1   |
| Estonia   | 3   | 2  | 1  | 0  | 1  | 2  | 1  | 1   |
| Lituania  | 1   | 2  | 0  | 1  | 1  | 1  | 2  | -1  |

## Resultados
- Los horarios son correspondientes a la hora local.

| 30 de mayo de 2018 | Estonia               | 2:0 (2:0) | Lituania | Rakvere Linnastaadion, Rakvere                             |                                                            |
| 19:00 (UTC+3)      | Ojamaa 23' · Käit 42' |           |          | Asistencia: 1.490 espectadores Árbitro(s): Andris Treimans | Asistencia: 1.490 espectadores Árbitro(s): Andris Treimans |

| 2 de junio de 2018 | Letonia       | 1:0 (0:0) | Estonia | Daugava Stadium, Riga                                             |                                                                   |
| 18:00 (UTC+3)      | Ikaunieks 70' |           |         | Asistencia: 4.521 espectadores Árbitro(s): Manfredas Luckjančukas | Asistencia: 4.521 espectadores Árbitro(s): Manfredas Luckjančukas |

| 5 de junio de 2018 | Lituania      | 1:1 (0:0) | Letonia   | LFF Stadium, Vilna                                       |                                                          |
| 19:00 (UTC+3)      | Laukžemis 86' |           | Dubra 47' | Asistencia: 7.800 espectadores Árbitro(s): Kristo Tohver | Asistencia: 7.800 espectadores Árbitro(s): Kristo Tohver |